# Andrea Baldini (velista)
Andrea Baldini (Roma, 10 giugno 1968) è un velista italiano, campione europeo windsurf speed nel 2009.
Detentore del record Italiano assoluto a vela di speed sul miglio nautico: 17 luglio 2018.
Creatore e organizzatore dell'evento Prince of Speed.
Presidente di World Speed Tour e di Forever Speed.

## Biografia
Meglio conosciuto come Principe,  ha fatto Studi classici, laurea in economia e commercio e con un passato da musicista cantautore. È  un atleta multisport:
Sci estremo, equitazione, boxe, judo, tennis, sky-diving, windsurf, surf, stand up paddle, dh biking.
Dal 2005 gareggia nella Coppa del Mondo di windsurf speed. Nel 2016 crea l'associazione Forever Speed e nel 2017 l'Evento Internazionale Prince of Speed: Competizione su 500m e Tentativo di record del Mondo (Ufficiale WSSRC) sul miglio nautico e 500m. Nel 2018 viene insignito dell'onorificenza di Cittadino Onorario della città La Palme nel sud della Francia (Aude, Occitanie). Alla fine 2018 crea World Speed Tour di cui è Presidente. Nel 2019 gli viene conferita l'onorificenza di Console di La Palme. Nel 2021 viene eletto all'unanimità Presidente della classe internazionale di windsurf speed: ISWC.

## Carriera
Nel 2005 vince l'F2 Speed Challenge al Lago di Como; nel 2006 chiude al 15º posto overall in Coppa del Mondo di speed windsurfing (ISA). Nel 2006, 2007 e 2008 è uno dei pochi partecipanti al Masters of Speed; nel 2009 con solo 4 gare su 5 utili entra nella top ten (10°) del ranking mondiale di speed: ISWC (International Speed Windsurfing Class), Speed World Cup.
Il 7 novembre 2009 a Dungarvan (Irlanda) si laurea campione europeo di speed windsurfing (prima vittoria di sempre per l'Italia, nello speed sailing) vincendo l'ultima tappa di Coppa del Mondo dell'anno, davanti alla leggenda vivente del windsurf e campione uscente, Björn Dunkerbeck, detentore di 42 titoli mondiali (ultimo dei quali quello di campione del mondo PWA slalom 2011). A Dungarvan Andrea Baldini abbatte il muro dei 40 kts con una tavola di serie, disegnata da Chris Lockwood, di 85 litri ed una vela italiana, Challenger Sails, di 7 m²: 40,4  kts sulla run, con 42,6 kts sui 2 secondi.
Nel 2010 ha concentrato le sue energie nel tentativo di record a Luderitz in Namibia (posto che si è rivelato adatto ai soli kitesurfer) tralasciando quasi tutti gli altri eventi.
Eletto "Waterman of the Year" nella prima storica edizione degli Italian Surfing Awards il 23 gennaio 2011, Andrea Baldini è tuttora il campione europeo di speed windsurfing in carica.
Principe è alto 178 cm x 90 kg.
Il 13 luglio 2016 sulla spiaggia di La Palme (Aude, Francia) Plage du Rouet, con una run alla media di 40,62kts sul Miglio Nautico (1852mt) diventa il primo italiano nella storia della vela a superare la barriera dei 40 kts sul miglio nautico. Lo ha fatto poi con attrezzatura di serie: vela Challenger Sail PSL 5.4 2016 (da lui progettata: Principe Speed Line), albero Challenger Sail 370 cm, boma carbon AL360 e tavola Mistral speed 41. 
A Luglio 2018 organizza la prima edizione l'evento Prince of Speed a La Palme, Aude, Francia. 500mt Speed race e World Record Attempt sul miglio Nautico e 500m. Un successo planetario: 5 Record Mondiali e 12 Record Nazionali ratificati dal WSSRC . Riguardo alla gara dei 500mt è stata appannaggio del 25 volte Campione del Mondo Antoine Albeau. 
Questi i nomi degli atleti che hanno conquistato i World Records: Marine Tlattla (kite woman); Heidi Ulrich (windsurf woman); Zara Davis (windsurf woman); Chris Ballois (kite man): la prima volta nella storia dello sport che un atleta handi (a Chris manca completamente l'avambraccio sinistro) conquista un record mondiale assoluto!!; Vincent Valkenaers (windsurf man). 
Tra i record Nazionali quello del Francese 25 volte Campione del Mondo e vincitore della gara sui 500mt Antoine Albeau , e dell' l'organizzatore stesso, Principe Andrea Baldini,  che tra gli impegni organizzativi trova il tempo di navigare 10 minuti per stabilire il nuovo Outright Italian Speed Record (record Italiano assoluto a vela) sul miglio nautico. 
La Prince of Speed 2019 entrerà nella storia:18 record ratificati WSSRC più 16 Record non ufficiali " ma riconosciuti da WST come il Record Open Ocean in windsurf di Valkenaers, in kite di Rob Douglas e il record assoluto femminile a vela Open Ocean di Marine Tlattla. I record Mondiali ratificati WSSRC sono stati appannaggio di Rob Douglas, Marine Tlattla, Heidi Ulrich e ancora Marine Tlattla. 
Nel 2020 nonostante le restrizioni per l'emergenza sanitaria la Prince o Speed fa registrare il primo Storico record in foil con il tedesco Christian Benzing poi battuto dopo qualche giorno da Antoine Albeau. 
in totale sono 13 i record della POS 2020: 6 Ufficiali WSSRC e 7 non ufficiali ma riconosciuti da WST. Nell'edizione 2020 Antoine Albeau ha stabilito il nuovo Record mondiale sul Miglio Nautico in windsurf e Sylvain Hoceini il record del mondo sul miglio nautico in kite. 
Nelle prime tre edizioni della Prince of Speed (2018, 2019, 2020) sono stati conquistati 64 Record!!
41 Ufficiali ratificati WSSRC: 11 Mondiali e 30 Nazionali
23 record non ufficiali ma riconosciuti da WST e apprezzati dalla comunità delle Speed. 
Nel libro Guinness World Records sia 2020 che 2021 possiamo trovare alcuni atleti della Prince of Speed - World Speed Tour.
Nell'Aprile 2021 vince l'Oscar TAG Heuer Performance alla speciale edizione dei trent'anni del Velista dell'Anno organizzata dal Giornale della Vela.
Tra gli altri premiati il Campione Americano Paul Cayard , lo Skipper di Luna Rossa Max Sirena, il timoniere di Luna Rossa Francesco Bruni, il Proprietario di Luna Rossa e Prada Patrizio Bertelli, il tenace Giancarlo Pedote, Luca Bassani con in suoi fantastici Wally.
Nel 2023 appena eletto Presidente dell'ISWC organizza la Prince of Speed Campionato del Mondo ISWC a La Palme: 5 i titoli del Mondo di speed assegnati di cui 3 storici perché mai assegnati fino a quel momento: Windsurf Foil, Youth Man, Youth Woman.
Nel Giugno 2023 i Record del Mondo della Prince of Speed - World Record Attempt diventano 20 e quelli Nazionali  45.
Nel Giugno 2024 durante la Prince of Speed- La Palme World Record Attempt, vengono conquistati i primi storici Record del mondo e Nazionali della nuova disciplina: Wingfoil.Ivi compresi i records fatti da lui.
I records verranno ratificati dal WSSRC nel Febbraio 2025.